# Pueblo Andino
Pueblo Andino o Andino es una comuna argentina, en el Departamento Iriondo, provincia de Santa Fe.
Fundada en 1910 por Claudio Andino. Dista 47 km de Rosario, 140 de la capital provincial Santa Fe .

## Población
Cuenta con 4138 habitantes (Indec, 2022), lo que representa un incremento del 85,89% frente a los 2226 habitantes (Indec, 2010) del censo anterior. Se encuentra en próxima conurbación con la localidad de Villa La Ribera.
| Gráfica de evolución demográfica de Pueblo Andino entre 1991 y 2022 |
|                                                                     |
| Fuente: Censos nacionales del INDEC                                 |

## Creación de la comuna
- 21 de junio de 1940

## Escuelas de Educación Común y Adultos
- Escuela «General Dr. Manuel Belgrano», con 240 alumnos en 2009.
- EET N.º 386, con 85 alumnos en 2009.
- Escuela N.º 980 "Abanderado Mariano Grandoli", en Villa La Ribera.

## Deportes y recreación
- Club Atlético Defensores de Andino, el único club del pueblo, fundado el 27 de abril de 1927. Participa de la Liga Regional Totorense de fútbol donde logró 6 campeonatos (1970, 1979, 1980, 1981, 1985 y 2010). También se practica vóley, hockey, patín artístico y de competencia.

## Personas destacadas
- Jorge Fandermole, cantautor[2][3]
- José María Gómez, escritor[4][5]